# SHOWBIZ COUNTDOWN
『SHOWBIZ COUNTDOWN』（ショービズ・カウントダウン）は、2001年（平成13年）4月1日から2011年（平成23年）9月25日までテレビ東京系列局で放送されたテレビ愛知制作の情報番組。放送時間は毎週月曜 0:00 - 0:30（日曜深夜） (JST) 。

## 概要
10年半にわたって放送された深夜番組で、「世界の映画と音楽の最新情報をお届けするエンターテイメント番組」をコンセプトにしていた。毎回映画情報コーナーではアメリカ国内での映画興行成績に基づいたランキング情報や注目の最新映画情報を、音楽情報コーナーでは海外のミュージシャンたちのプロモーションビデオをオンエアしていた。
放送開始当初はTSUTAYAが筆頭スポンサーに付いていたが、後に同チェーン店は各社扱いになり、やがてスポンサーを降板した。末期ではP&Gほか複数社による提供で放送されていたが、同社もスポンサーを降板していた時期がある。
同月曜0:00枠（日曜24:00枠）は、前番組『イカリングの面積』までは日曜23:45からの30分枠だったが、直前の時間帯に放送されていた『MUSIX!』と『激生!スポーツTODAY』が2001年春の改編で21:54 - 22:48と22:54 - 23:35に縮小し、その直後の時間帯に『ファッション通信』が挿入された。その結果、この番組からは15分遅い現編成時間帯へと移行した。また、この番組はテレビ東京系列全国ネットで放送されていたが、かつてはテレビ東京系列局が無い地方でも他系列局を通じて視聴することができた。長野県では、一時期テレビ信州で放送されていたことがある。
末期になると、テレビ東京制作の『JAPAN COUNTDOWN』もランキングで洋楽を取り扱うようになったことから、番組は2011年秋の改編で終了した。同枠では現在、乃木坂46の冠番組『乃木坂工事中』が放送されている。ジャンルこそまったく異なるが、同番組も同じくテレビ愛知製作の全国ネット番組である。
番組の送出及び提供クレジット出しは基本的にテレビ愛知が行っていたが、日付変更前の時間帯に放送時間延長オプションのあるスポーツ中継などが予定されている場合にはテレビ東京が行っていた（後番組の『乃木坂って、どこ?』以降の番組も同様）。

## ナビゲーター
- 衛藤利恵（2001年4月 - 2007年3月）
- 林奈穂（2007年4月 - 2009年3月）
- 秀島史香（2009年4月 - 2011年9月） - 途中、2011年3月20日放送分から同年5月15日放送分まで産休を取って降板していた。その間は、前任者の林奈穂が代理を務めていた。

## スタッフ
- 企画：渋谷陽一（スワン・ソング）
- 構成：斉藤知太、飯塚理恵子
- CG：岡本稔（ポリゴン・ピクチュアズ）
- 翻訳：ウィルビーインターナショナル
- 協力：東北新社
- ディレクター：飯塚理恵子、小池清彦、宮﨑諭史
- プロデューサー：原直司、遠藤究（スワン・ソング）、阿部祥三
- 製作協力：電通、スワン・ソング
- 製作著作：テレビ愛知

## 番組構成

### USA BOX OFFICE TOP10
アメリカ国内での週末（金曜・土曜・日曜）興行成績TOP10にランクインした映画を紹介していたコーナーで、第10位から順に紹介していた。このランキングは放送時点ですでに最新データとは1週遅れの差があり、さらにその数時間後にはその週における結果が出ていた。そのため、ほぼ2週遅れのランキングだったと言える。
TOP10入りをした映画の紹介は、その作品の予告編を放送する、映画本編の一場面を放送する、スタッフやキャストのインタビューを放送する、コメントのみを紹介するのいずれかの方式で行われていた。初登場作品を紹介する際には大抵その予告編を放送していたが、過去に「MOVIE TOPICS」のコーナーで予告編が放送されていた場合にはそれ以外の方式で紹介していた。2005年4月頃からは、週末と累計の興行成績の数字と公開週を表示するようになった。
TOP10ランクイン映画を紹介する前に、稀に『トランスアメリカ』（第45位）や『スキャナー・ダークリー』（第19位）などのランキング圏外の注目作を紹介することもあった。また、節目の時期には通常ランキングの紹介を休止し、替わって各時期での映画総合ランキングを紹介していた。毎年4月頃にはその年の1月 - 4月の総合TOP10を、夏には上半期総合TOP10を、そして年始には前年の年間総合TOP10を紹介していた（ただし、2006年度の放送では年始の2005年総合TOP10のみを放送）。アカデミー賞授賞式直前の時期においても通常ランキングの紹介を休止し、「アカデミー賞特集」という企画（作品賞にノミネートされた作品5本の予告編やインタビュー映像を紹介するというもの）を実施していた。

### MOVIE TOPICS
アメリカ国内で公開された注目映画の予告編を放送していたコーナーで、毎週1本ないしは2本の映画予告編を放送していた。公開がまだ当分先の大作映画の予告編や、日本で近日公開予定のミニシアター系映画の予告編を放送することもあり、その場合にも日本公開版の予告編ではなくアメリカ公開版の予告編を放送していた。

### MUSIC TOPICS
海外のミュージシャン達の最新プロモーションビデオを紹介していたコーナーで、毎週2組のミュージシャンのビデオを放送していた。また、海外で行われたライブや来日時に行われたライブの映像を放送することもあった。夏には野外フェス特集を、グラミー賞授賞式のシーズンには同賞ノミネート作品特集を放送していた。時々、"Hi, I'm ○○, you're watching SHOWBIZ COUNTDOWN." といったようなコメントをくれるミュージシャンもいた。
また、このコーナーでは毎回音楽ランキングTOP10（ビルボードチャートを利用したもの）も併せて紹介していたが、2011年度の放送では音楽関連のコーナー自体が3分ないしは4分程度しか行われなくなったため、ランキングも相対的に行われなくなっていった。これは前述の通り、『JAPAN COUNTDOWN』のランキングで洋楽が紹介されるようになったためである。

### エンディング
エンディングでは、次週の予告や視聴者プレゼントの発表などを行っていた。また、日本国内での映画興行成績最新データを字幕で紹介する「日本の興行成績TOP10」（こちらは放送時点での最新データ）や、スターのゴシップ他最新情報を紹介する「SHOZBIZ NEWS」などのミニコーナーも実施していた。

### SHOWBIZ QUIZ
番組の最後に行われていたクイズ形式のミニコーナーで、毎回視聴者に映画に関するクイズを出題していた。「○○の最大のヒット作は?」や「○○が初めてアカデミー賞にノミネートされた作品は?」といったように、映画興行成績や興行成績TOP10にランクインした作品の関係人物、映画賞などをテーマにしたクイズが主体だった。その答えは、CM明けの提供スーパー表示直後に表示していた。
他に、「SHOWBIZ TRIVIA」というコーナーもあった。このコーナーでは、映画原題の意味を問うクイズや、映画制作当初にキャスティングされていた俳優を当てるクイズなどを出題していた。

## テーマ曲
いずれも番組終了時のテーマ曲。過去のテーマ曲については番組公式サイトの「オープニング・エンディング曲」を参照。

### オープニングテーマ
- レイン・ダンス・マギーの冒険（レッド・ホット・チリ・ペッパーズ）

### エンディングテーマ
- ジャスト・ア・キス〜幸せの予感（レディ・アンテベラム）

## 備考
- 2004年12月26日に放送された1時間スペシャルでは、司会に松尾貴史を、プレゼン役に2丁拳銃、ライセンス、ダイノジらを迎えてのスタジオ収録企画を実施した。放送内容は平常放送時とは異なり、スタジオ内にいる女性50人に「どっちが○○か？」をテーマにしたプレゼンをしていき、その時の反応を見て内容を判定するというものだった。
- 2005年12月26日の放送でも再び1時間スペシャルを敢行したが、前回のようなスタジオ収録企画は行われず、平常放送時の内容そのままの拡大スペシャルを放送していた。ここでは音楽の年間TOP10情報コーナーを実施するなど、いつもは映画情報コーナーに尺を奪われがちな音楽情報コーナーが番組の半分以上の時間を占めていた。
- 稀に、体調不良などの理由でナビゲーターの衛藤利恵が出演休止することがあった。そのような場合には、他の女性ナビゲーターがナレーションを担当した。
- これも稀にだが、映画紹介中に表示する字幕が実際の作品の内容と異なっていることがあった。例えば『ウォーク・ザ・ライン/君につづく道』でまだ主人公の2人が結婚していない時期のシーンにおいて、2人を夫婦と捉えている字幕が表示されていた。
- 同じくテレビ東京系列局で放送されている『JAPAN COUNTDOWN』と一部スタッフやCGの演出が共通していた。また、CMの進行の流れも同じだった。
  - CM進行 オープニング・本編(1) → 提供 → CM(1) 60秒 → 本編(2) → CM(2) 60秒 → 本編(3) → CM(3) 30秒 → 本編(4)・スタッフロール → CM(4) 60秒 → 提供・エンドカード